# Brzezówka (dopływ Nilu)
Brzezówka – potok w Polsce (długość ok. 8 km, szerokość około 1,5 m) przepływa przez Brzezówkę, Kolbuszową, Domatków i Bukowiec w gminie Kolbuszowa, w powiecie kolbuszowskim, w województwie podkarpackim.

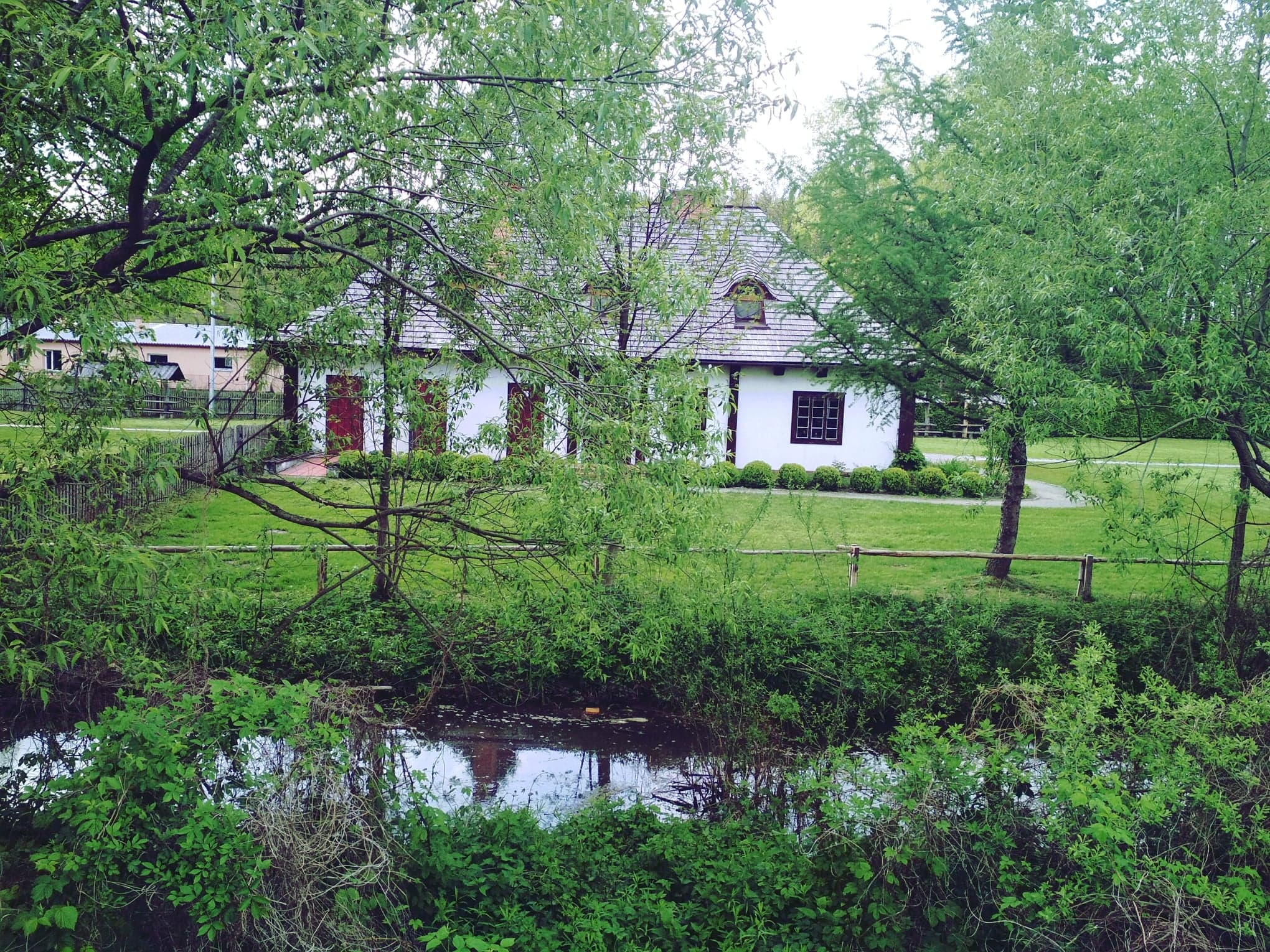
Potok Brzezówka na wysokości Muzeum Kultury Ludowej

Potok przepływa m.in. przez obszary: Natura 2000 (w rejonie Brzezówki), Muzeum Kultury Ludowej, Kompleks Turystyczny Brzezóvka.
Potok w rejonie skansenu na obszarze miasta Kolbuszowa wpływa do rzeki Przyrwy (Nil), która przepływa przez miasto i jego centrum.